# Yana Burlakova
Yana Burlakova (en ruso: Яна Бурлакова; nacida Yana Tyshchenko, 1 de agosto de 2000) es una deportista rusa que compite en ciclismo en la modalidad de pista.
Ganó tres medallas en el Campeonato Mundial de Ciclismo en Pista, en los años 2021 y 2024, y cuatro medallas en el Campeonato Europeo de Ciclismo en Pista, en los años 2021 y 2025.

## Medallero internacional
| Campeonato Mundial | Campeonato Mundial       | Campeonato Mundial | Campeonato Mundial    |
| Año                | Lugar                    | Medalla            | Competición           |
| ------------------ | ------------------------ | ------------------ | --------------------- |
| 2021               | Roubaix (Francia)        | Medalla de plata   | Velocidad por equipos |
| 2021               | Roubaix (Francia)        | Medalla de bronce  | Keirin                |
| 2024               | Ballerup (Dinamarca)     | Medalla de oro     | 500 m contrarreloj    |
| Campeonato Europeo |                          |                    |                       |
| Año                | Lugar                    | Medalla            | Competición           |
| 2021               | Grenchen (Suiza)         | Medalla de bronce  | Velocidad por equipos |
| 2021               | Grenchen (Suiza)         | Medalla de bronce  | 500 m contrarreloj    |
| 2021               | Grenchen (Suiza)         | Medalla de bronce  | Keirin                |
| 2025               | Heusden-Zolder (Bélgica) | Medalla de oro     | Velocidad individual  |